# سوبر ميت بوي
سوبر ميت بوي (بالإنجليزية: Super Meat Boy) ، هي لعبة فيديو إلكترونية أنتجت سنة 2010 ، وتعمل على أنظمة ألعاب الفيديو المتعددة ومنها : أنظمة ويندوز وبلاي ستيشن 3 وبلاي ستيشن 4 وإكس بوكس 360 وغيره. ظهرت مراحل تطوير اللعبة في الوثائقي لعبة مستقلة: الفيلم.

## وصلات خارجية
- سوبر ميت بوي على موقع IMDb (الإنجليزية)
- الموقع الرسمي
- Original game via Newgrounds